# 13285 Stephicks
13285 Stephicks è un asteroide della fascia principale. Scoperto nel 1998, presenta un'orbita caratterizzata da un semiasse maggiore pari a 2,4535753 UA e da un'eccentricità di 0,1198970, inclinata di 6,84691° rispetto all'eclittica.